# 풍랑이 일고 바람이 불 때
풍랑이 일고 바람이 불 때(Will Your Anchor Hold 또는 "We Have an Anchor")는 미국의 프리실라 제인 오웬스(Priscilla Jane Owens)가 1882년에 쓴 기독교 찬송이다.

## 가사
히브리서 6장 19절에서 영감을 받았다. "우리가 가진 소망은 영혼의 닻 같아서 확실하고 견고하니..." 찬송가 구절에는 다른 성경 본문도 언급되어 있다.

### 원문 가사
총 5개 절 중 1절:

 Will your anchor hold in the storms of life,

 When the clouds unfold their wings of strife?

 When the strong tides lift and the cables strain,

 Will your anchor drift, or firm remain?

후렴:

 We have an anchor that keeps the soul

 Steadfast and sure while the billows roll,

 Fastened to the Rock which cannot move,

 Grounded firm and deep in the Savior's love.

### 한국어 가사
1절
풍랑이 일고 바람이 불 때
그대는 닻을 쥐고 섰는가
거센 파도가 몰려올 때도
요동함이 없이 서있나
2절
모진 비바람 불어 올 때도
주님 손 안에 붙들려 있네
험한 풍파가 일어날 때도
우리 탄 배 요동치 않네
3절
우리의 배가 어둠을 뚫고
빛나는 천국 항구 찾아서
마침내 거할 천국 해안에
영원토록 닻을 내리네
후렴
큰 물결 일 때도
우리의 영혼을 지키는 분 있네
반석 되신 주님 섬기니
주님 우리의 닻이 되시네